# Liste der Biografien/Schep
Liste der Biografien |
Portal Biografien |
Personensuche
# |
A |
B |
C |
D |
E |
F |
G |
H |
I |
J |
K |
L |
M |
N |
O |
P |
Q |
R |
S |
T |
U |
V |
W |
X |
Y |
Z |
?
 
Sa |
Sb |
Sc |
Sd |
Se |
Sf |
Sg |
Sh |
Si |
Sj |
Sk |
Sl |
Sm |
Sn |
So |
Sp |
Sq |
Sr |
Ss |
St |
Su |
Sv |
Sw |
Sy |
Sz
 
Sca–Sce |
Sch |
Sci–Scz
 
Scha |
Schc |
Schd |
Sche |
Schg |
Schi |
Schj |
Schk |
Schl |
Schm |
Schn |
Scho |
Schp |
Schr |
Schs |
Scht |
Schu |
Schv |
Schw |
Schy
 
Scheb |
Schec |
Sched |
Schee |
Schef |
Scheg |
Scheh |
Schei |
Schej |
Schek |
Schel |
Schem |
Schen |
Schep |
Scher |
Sches |
Schet |
Scheu |
Schev |
Schew |
Schex |
Schey
Die Liste der Biografien führt alle Personen auf, die in der deutschsprachigen Wikipedia einen Artikel haben. Dieses ist eine Teilliste mit 100 Einträgen von Personen, deren Namen mit den Buchstaben „Schep“ beginnt.

## Schep
- Schep, Anton R. (* 1951), niederländischer Mathematiker
- Schep, Peter (* 1977), niederländischer Radrennfahrer

### Schepa
- Schepartz, Alanna (* 1962), US-amerikanische Biochemikerin

### Schepe
- Schepe, Nele (* 1994), deutsche Schauspielerin
- Schepel, Dmitri Sergejewitsch (* 1978), russischer Eisschnellläufer
- Schepelenko, Andrei Wladimirowitsch (* 1980), russischer Eishockeyspieler
- Schepeler, Georg (1776–1848), Politiker Freie Stadt Frankfurt
- Schepeler, Gerhard (1615–1674), Osnabrücker Ratsherr und Bürgermeister
- Schepeler-Lette, Anna (1827–1897), deutsche Politikerin, Frauenrechtlerin und Schulgründerin
- Schepelew, Sergei Michailowitsch (* 1955), russischer Eishockeyspieler
- Schepeljew, Wladyslaw (* 2001), ukrainischer Dreispringer
- Schepeljew, Wolodymyr (* 1997), ukrainischer Fußballspieler
- Schepelmann, Jörn (* 1986), deutscher Politiker, MdL (CDU)
- Schepenese, Weibliche Mumie aus dem Alten Ägypten
- Schepens, Eugeen (1853–1923), belgischer Kolonialpionier
- Schepens, Gunther (* 1973), belgischer Fußballspieler
- Schepens, Jacques (1942–2018), belgischer Ordensgeistlicher und Religionspädagoge
- Schepens, Julien (1935–2006), belgischer Radrennfahrer
- Schepenstede, Johann († 1388), Ratsherr der Hansestadt Lübeck
- Schepenstede, Konrad († 1527), deutscher Kaufmann und Ratsherr der Hansestadt Lübeck
- Schepenupet I., Tochter des Osorkon III., Gottesgemahlin des Amun
- Schepenupet II., Tochter von Pije, Gottesgemahlin des Amun
- Scheper, Burchard (1928–2014), deutscher Historiker und Archivar
- Scheper, Hinnerk (1897–1957), deutscher Farbgestalter, Fotograf und Denkmalpfleger
- Scheper, Jeanelle (* 1994), lucianische Hochspringerin
- Scheper-Berkenkamp, Lou (1901–1976), deutsche Malerin, Bauhausstudentin und Farbgestalterin
- Scheper-Stuke, Jan-Henrik Maria (* 1982), deutscher Unternehmer und TV-ModeratorJan-Henrik Maria Scheper-Stuke (* 1982)

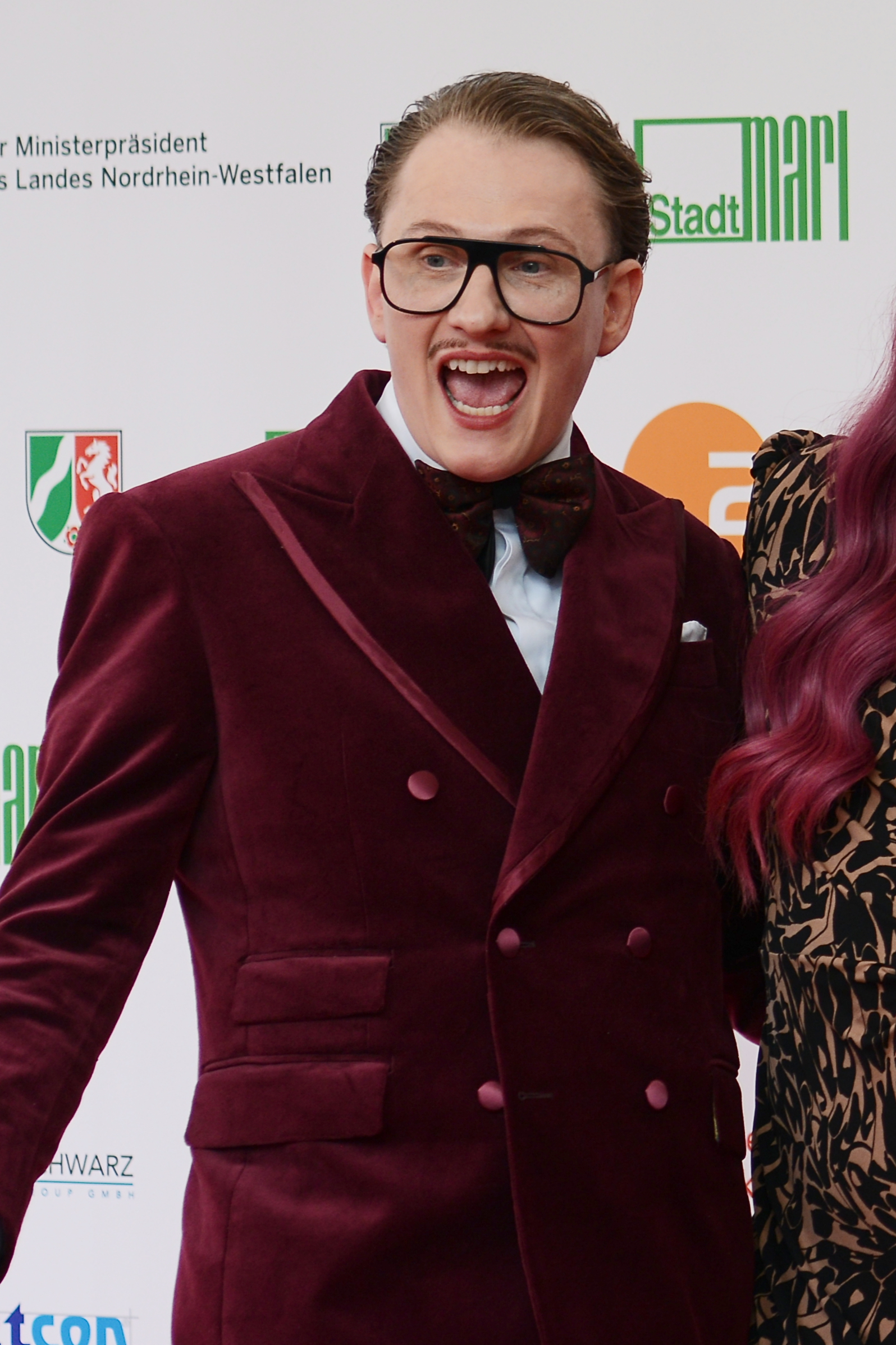
Jan-Henrik Maria Scheper-Stuke (* 1982)

- Scheperjans, Wilhelm (1912–1998), deutscher katholischer Geistlicher
- Schepers, Alfons (1907–1984), belgischer Radrennfahrer
- Schepers, Bob (* 1992), niederländischer Fußballspieler
- Schepers, Eddy (* 1955), belgischer Radrennfahrer
- Schepers, Friedrich (1873–1944), deutscher Sanitätsoffizier
- Schepers, Hans (1928–2021), deutscher Beamter
- Schepers, Hans (1930–2012), deutscher Wasserballspieler und -trainer
- Schepers, Hansjulius (1909–1991), deutscher Ökonom und Raumplaner
- Schepers, Heinrich (1925–2020), deutscher Philosoph
- Schepers, Jacobus Gerardus (1798–1863), deutscher Priester, apostolischer Vikar von Niederländisch-Guyana-Suriname und Titularbischof von Milopotamus
- Schepers, Jörg (* 1960), deutscher Fußballspieler
- Schepers, Josef (1908–1989), deutscher Volkskundler, Hausforscher, Museumsleiter und Hochschullehrer
- Schepers, Ludger (* 1953), römisch-katholischer Weihbischof im Bistum Essen
- Schepers, Wilhelm (1927–1977), deutscher Politiker (CDU), MdBB
- Schepers, Wim (1943–1998), niederländischer Radrennfahrer
- Schepers, Wolfgang (* 1951), deutscher Kunsthistoriker, Museumsleiter und Hochschullehrer

### Schepi
- Schepilenko, Anastassija (* 2000), ukrainische Skirennläuferin
- Schepilenko, Kateryna (* 2002), ukrainische Skirennläuferin
- Schepilow, Denis Alexejewitsch (* 2000), russischer Fußballspieler
- Schepilow, Dmitri Trofimowitsch (1905–1995), sowjetischer Politiker
- Schepisi, Fred (* 1939), australischer Filmregisseur, Drehbuchautor und Filmproduzent
- Schepitko, Larissa Jefimowna (1938–1979), sowjetische Filmregisseurin und DrehbuchautorinLarissa Jefimowna Schepitko (1938–1979)

Larissa Jefimowna Schepitko (1938–1979)

### Schepk
- Schepke, Frank (1935–2017), deutscher Ruderer und Olympiasieger
- Schepke, Joachim (1912–1941), deutscher Marineoffizier und U-Boot-Kommandant im Zweiten Weltkrieg
- Schepke, Kraft (1934–2023), deutscher Ruderer und Olympiasieger

### Schepl
- Schepler, Hermann (1911–1993), deutscher Maler und Grafiker
- Schepler, Rudolph (1813–1889), Jurist, Reichstagsabgeordneter
- Scheplitz, Joachim (1566–1634), deutscher Richter und Rechtswissenschaftler

### Schepm
- Schepman, Mattheus Marinus (1847–1919), niederländischer Malakologe
- Schepmann, Ernst-August (* 1931), deutscher Schauspieler und Hörspielsprecher
- Schepmann, Philipp (* 1966), deutscher Schauspieler und Synchronsprecher
- Schepmann, Sabrina (* 1981), deutsches Fotomodell, Schönheitskönigin, Fotografin, Sängerin sowie Schauspielerin
- Schepmann, Wilhelm (1894–1970), deutscher Politiker (NSDAP), MdR, MdL, Stabschef der SAWilhelm Schepmann (1894–1970)

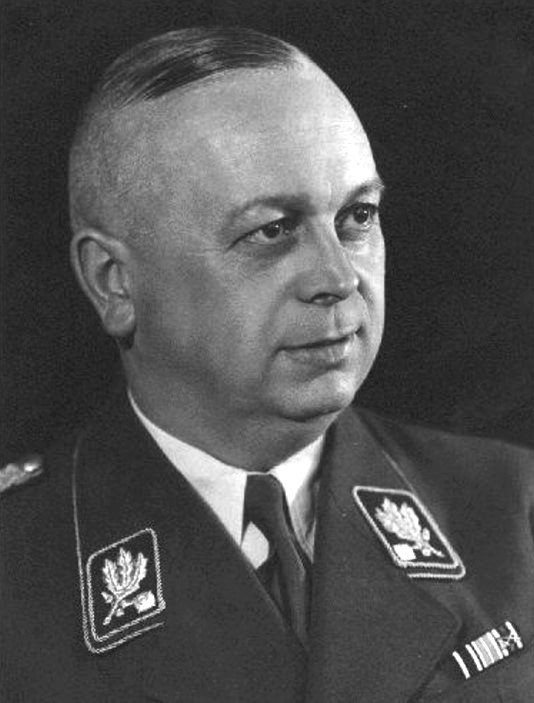
Wilhelm Schepmann (1894–1970)

- Schepmans, Benny (* 1953), belgischer Radrennfahrer

### Schepp
- Schepp, Auguste (1846–1905), deutsche Genre-, Interieur- und Stilllebenmalerin der Münchner und Düsseldorfer Schule
- Schepp, Ernst Rudolf (1857–1901), deutscher Politiker
- Schepp, Friedrich Wilhelm (1807–1867), deutscher Jurist und Politiker
- Schepp, Fritz (1864–1941), deutscher Pädagoge und Politiker
- Schepp, Guste (1886–1967), deutsche Pädagogin, Frauenrechtlerin und Politikerin (DDP), MdBB
- Schepp, Helmuth (1894–1982), deutscher Bildhauer und Hochschullehrer
- Schepp, Johannes (* 1938), deutscher Maler, Bildhauer und Installationskünstler
- Schepp, Mark (* 1983), deutscher Fernsehmoderator
- Schepp, Oliver (* 1971), deutscher Fotograf und Bildjournalist
- Schepp, Oskar (1900–1986), deutscher Maler und Kunsterzieher
- Schepp, Werner (* 1958), deutscher Kirchenmusiker und Hochschullehrer
- Schepp, Wolfgang (* 1955), deutscher Internist und Gastroenterologe
- Scheppan, Hilde (1907–1970), deutsche Opernsängerin der Stimmlage Sopran
- Scheppe, August (1792–1856), preußischer Generalmajor und Kommandeur der 17. Infanterie-Brigade
- Scheppelmann, Christina (* 1968), deutsche Opernintendantin
- Schepper, Josef (* 1927), deutscher Fußballtorwart
- Schepper, Kenny de (* 1987), französischer Tennisspieler
- Schepper, Rainer (1927–2021), deutscher Lehrer, Schriftsteller, Publizist und Rezitator standard- und plattdeutscher Sprache
- Schepper, Toon de (* 1998), belgischer Eishockeyspieler
- Scheppers, Victor (1802–1877), belgischer Priester und Gründer der Ordensgemeinschaft Barmherzige Brüder von Mecheln
- Scheppig, Carl (1803–1885), deutscher Architekt und Baubeamter
- Schepping, Wilhelm (* 1931), deutscher Musikwissenschaftler
- Scheppingen, Dennis van (* 1975), niederländischer Tennisspieler
- Scheppler, Louise (1763–1837), Lehrerin
- Scheppmann, Heinrich (1895–1968), deutscher Politiker (CDU), MdL, MdB
- Schepps, Shawn (* 1961), US-amerikanische Schauspielerin, Drehbuchautorin und Filmregisseurin

### Scheps
- Scheps, Anna (* 1982), russisch-deutsche Pianistin
- Scheps, Daniel (1534–1609), deutscher Mediziner, Dichter, Chronist und Herr auf Bunzelwitz
- Scheps, Ilja (* 1956), russisch-deutscher Pianist und Hochschullehrer
- Scheps, Olga (* 1986), deutsch-russische PianistinOlga Scheps (* 1986)

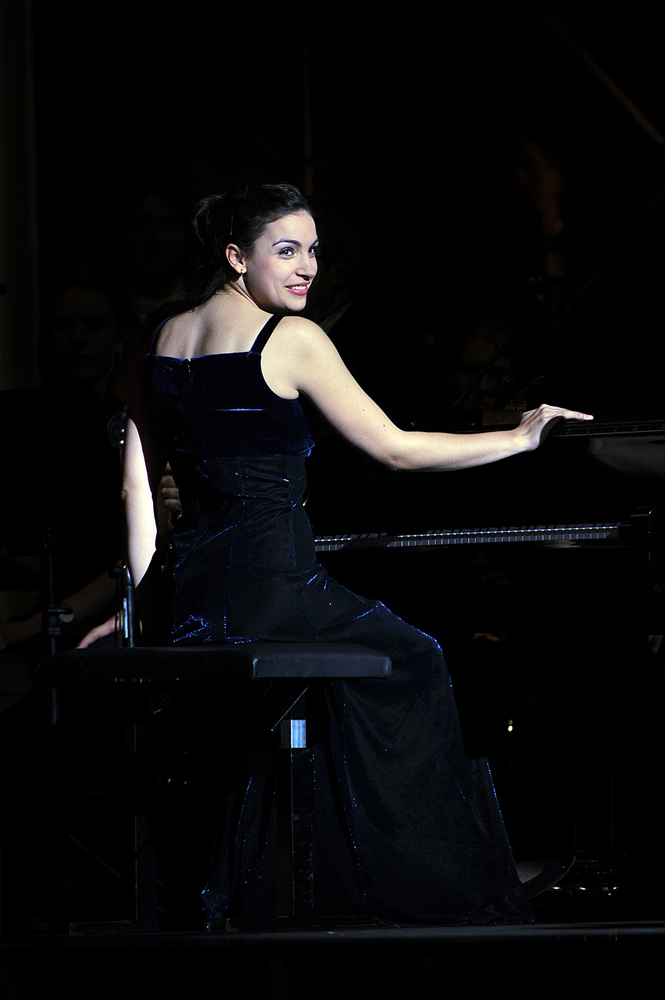
Olga Scheps (* 1986)

- Scheps, Samuel (1904–1999), Schweizer Zionist, Fluchthelfer und Publizist
- Schepseskaf, altägyptischer König der 4. Dynastie
- Schepseskare († 2456 v. Chr.), altägyptischer König
- Schepset-Ipet, altägyptische Angehörige des Königshauses
- Schepsetkau, Prinzessin der altägyptischen 4. Dynastie
- Schepsmeier, Friedrich (* 1949), deutscher Politiker (SPD), MdL
- Schepss, Georg (1852–1897), deutscher klassischer Philologe und Gymnasiallehrer

### Schept
- Scheptyzkyj, Andrej (1865–1944), ukrainischer Theologe, Großerzbischof von Lemberg und Metropolit der Ukrainischen Griechisch-Katholischen Kirche in der Ukraine
- Scheptyzkyj, Klymentij (1869–1951), ukrainischer Archimandrit, Seliger Märtyrer